# Wa (kana)
わ în hiragana sau ワ în katakana, (romanizat ca wa) este un kana în limba japoneză care reprezintă o moră. Caracterele hiragana și katakana sunt scrise fiecare cu două linii. Kana わ și ワ reprezintă sunetul pronunție în japoneză [wa].
Originea caracterelor わ și ワ este caracterul kanji 和.

## Variante
Există minuscule de ゎ/ヮ care sunt folosite pentru morele /kwa/ și /gwa/ cu kana respectivă pentru ku (く în hiragana și ク în katakana): くゎ (クヮ) și ぐゎ (グヮ). Aceste caractere sunt învechite în limba japoneză, dar se mai folosesc în limbii Ryūkyū. Katakana ワ este uneori folosit cu un dakuten, ヷ, ca să reprezintă sunetul /va/ în limbi străine, iar în mod normal sunetul /va/ este reprezentat de combinația ヴァ.
Kana は (ha) este citit ca "wa" dacă reprezintă o particulă gramaticală.

## Forme
| Formă                                   | Rōmaji      | Hiragana        | Katakana        |
| --------------------------------------- | ----------- | --------------- | --------------- |
| Fără semne diacritice: w- (わ行 wa-gyō) | wa          | わ              | ワ              |
| Fără semne diacritice: w- (わ行 wa-gyō) | waa wā, wah | わあ, わぁ わー | ワア, ワァ ワー |

## Ordinea corectă de scriere
|                                      |
| Ordinea corectă de scriere pentru わ |

|                                      |
| Ordinea corectă de scriere pentru ワ |

## Alte metode de scriere
- Braille:

| －－ ・－ |

- Codul Morse: －・－